# John-Michael Liles
John-Michael Liles, född 25 november 1980, är en amerikansk före detta professionell ishockeyback. Han spelade i National Hockey League (NHL) för Colorado Avalanche, Toronto Maple Leafs, Carolina Hurricanes och Boston Bruins.
Efter att gjort 10 mål och 24 målgivande passningar under sin debutsäsong 2003-04 blev han invald i NHL All-Rookie Team. Under NHL-strejken 2004–2005 spelade han i den tyska ishockeyligan Deutsche Eishockey Liga (DEL), för laget Iserlohn Roosters. Liles återvände till Colorado inför säsongen 2005-06. Han var uttagen till det amerikanska ishockeylandslaget vid OS 2006.
Under säsongen 2008-09 var Liles den försvarsspelare i Colorado som gjorde flest mål, 12, och fjärde totalt i laget på 39 poäng. Efter den ordinarie säsongen valde han att spela för USA:s ishockeylandslag vid ishockey-VM i Schweiz. Han noterades för flest poäng i laget och näst mest poäng bland backar i turneringen.

## Statistik

### Klubbkarriär
| 1995–96    | Culver Academies          | HS-Prep    | —   | —  | —   | —   | —   | —  | — | — | —  | —  |
| 1996–97    | Culver Academies          | HS-Prep    | —   | —  | —   | —   | —   | —  | — | — | —  | —  |
| 1997–98    | U.S. NTDP Juniors         | USHL       | 5   | 0  | 1   | 1   | 0   | —  | — | — | —  | —  |
| 1997–98    | U.S. NTDP U17             | USDP       | 15  | 0  | 6   | 6   | 4   | —  | — | — | —  | —  |
| 1997–98    | U.S. NTDP U18             | NAHL       | 42  | 4  | 7   | 11  | 40  | 5  | 2 | 0 | 2  | 0  |
| 1998–99    | U.S. NTDP Juniors         | USHL       | 46  | 4  | 14  | 18  | 47  | —  | — | — | —  | —  |
| 1998–99    | U.S. NTDP U18             | NAHL       | 13  | 2  | 5   | 7   | 6   | —  | — | — | —  | —  |
| 1999–00    | Michigan State University | CCHA       | 40  | 8  | 20  | 28  | 26  | –  | – | – | –  | –  |
| 2000–01    | Michigan State University | CCHA       | 42  | 7  | 18  | 25  | 28  | –  | – | – | –  | –  |
| 2001–02    | Michigan State University | CCHA       | 41  | 13 | 22  | 35  | 18  | –  | – | – | –  | –  |
| 2002–03    | Michigan State University | CCHA       | 39  | 16 | 34  | 50  | 46  | –  | – | – | –  | –  |
| 2002–03    | Hershey Bears             | AHL        | 5   | 0  | 1   | 1   | 4   | 5  | 0 | 0 | 0  | 2  |
| 2003–04    | Colorado Avalanche        | NHL        | 79  | 10 | 24  | 34  | 28  | 11 | 0 | 1 | 1  | 4  |
| 2004–05    | Iserlohn Roosters         | DEL        | 17  | 5  | 6   | 11  | 24  | –  | – | – | –  | –  |
| 2005–06    | Colorado Avalanche        | NHL        | 82  | 14 | 35  | 49  | 44  | 9  | 1 | 2 | 3  | 6  |
| 2006–07    | Colorado Avalanche        | NHL        | 71  | 14 | 30  | 44  | 44  | –  | – | – | –  | –  |
| 2007–08    | Colorado Avalanche        | NHL        | 81  | 6  | 26  | 32  | 26  | 10 | 2 | 3 | 5  | 2  |
| 2008–09    | Colorado Avalanche        | NHL        | 75  | 12 | 27  | 39  | 31  | –  | – | – | –  | –  |
| 2009–10    | Colorado Avalanche        | NHL        | 59  | 6  | 25  | 31  | 30  | 6  | 1 | 1 | 2  | 4  |
| 2010–11    | Colorado Avalanche        | NHL        | 76  | 6  | 40  | 46  | 35  | –  | – | – | –  | –  |
| 2011–12    | Toronto Maple Leafs       | NHL        | 66  | 7  | 20  | 27  | 20  | –  | – | – | –  | –  |
| 2012–13    | Toronto Maple Leafs       | NHL        | 32  | 2  | 9   | 11  | 4   | 4  | 0 | 0 | 0  | 2  |
| 2013–14    | Toronto Marlies           | AHL        | 16  | 3  | 10  | 13  | 14  | –  | – | – | –  | –  |
| 2013–14    | Toronto Maple Leafs       | NHL        | 6   | 0  | 0   | 0   | 0   | –  | – | – | –  | –  |
| 2013–14    | Carolina Hurricanes       | NHL        | 35  | 2  | 7   | 9   | 8   | –  | – | – | –  | –  |
| 2014–15    | Carolina Hurricanes       | NHL        | 57  | 2  | 20  | 22  | 14  | –  | – | – | –  | –  |
| 2015–16    | Carolina Hurricanes       | NHL        | 64  | 6  | 9   | 15  | 16  | –  | – | – | –  | –  |
| 2015–16    | Boston Bruins             | NHL        | 17  | 0  | 6   | 6   | 2   | –  | – | – | –  | –  |
| 2016–17    | Boston Bruins             | NHL        | 36  | 0  | 5   | 5   | 4   | 6  | 0 | 2 | 2  | 0  |
| NHL totalt | NHL totalt                | NHL totalt | 836 | 87 | 283 | 370 | 286 | 46 | 4 | 9 | 13 | 18 |

### Internationellt
| År            | Lag           | Turnering     | Resultat      |    | Matcher | Mål | Assist | Poäng | Utv |
| ------------- | ------------- | ------------- | ------------- | -- | ------- | --- | ------ | ----- | --- |
| 2004          | USA           | WCH           | 4:a           | 2  | 0       | 0   | 0      | 0     |     |
| 2005          | USA           | VM            | 6:a           | 7  | 0       | 0   | 0      | 0     |     |
| 2006          | USA           | OS            | 8:a           | 6  | 0       | 2   | 2      | 2     |     |
| 2009          | USA           | VM            | 4:a           | 9  | 1       | 8   | 9      | 2     |     |
| Senior totalt | Senior totalt | Senior totalt | Senior totalt | 24 | 1       | 10  | 11     | 4     |     |